# Zaścianki (gmina)
Zaścianki – dawna gmina wiejska istniejąca w latach 1973–1976 w woj. białostockim (dzisiejsze woj. podlaskie). Siedzibą gminy były Zaścianki.
Gmina została utworzona w dniu 1 stycznia 1973 roku w powiecie białostockim w woj. białostockim. 1 czerwca 1975 roku gmina znalazła się w nowo utworzonym mniejszym woj. białostockim.
1 lipca 1976 roku gmina została zniesiona a jej obszar przyłączony do gmin:
- Juchnowiec Dolny (Horodniany, Hryniewicze, Ignatki, Izabelin, Kleosin, Księżyno, Księżyno-Kolonia, Olmonty, Solniczki i Stanisławowo),
- Supraśl (Ciasne, Grabówka, Henrykowo, Sobolewo, Sowlany i Zaścianki),
- Turośń Kościelna (Niewodnica Korycka)
- Zabłudów (Bobrowa, Dojlidy Górne, Halickie, Kuriany, Rudnica, Skrybicze, Tatarowce i Zagórki)[5].

W 2006 roku do Białegostoku włączono Dojlidy Górne.
W 2016 powstał projekt gminy Grabówka, częściowa parafraza gminy Zaścianki, do którego realizacji ostatecznie doszło dopiero w 2025 roku.